# 面部照片

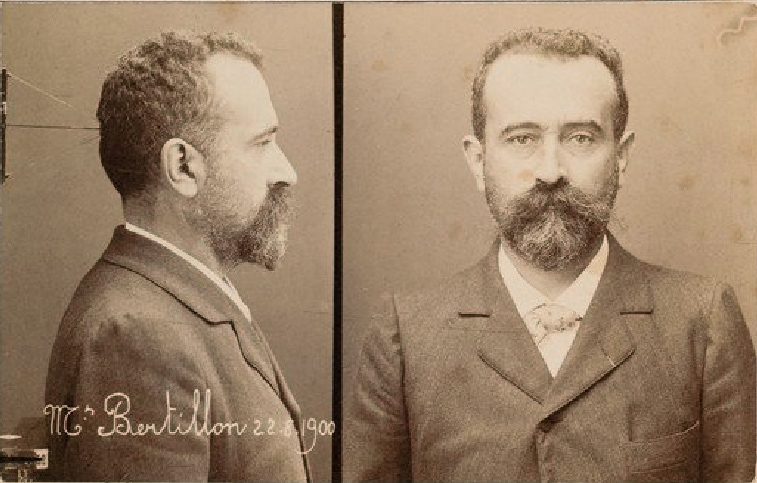
阿方斯·贝蒂荣给自己拍摄的面部照片

面部照片（英語：mug shot），又称入案照、入监照（police photograph），是一种人物摄影，通常在一个人被捕时候拍摄。最初的目的是让执法方拥有一个被捕者的照片记录，以让受害者、大众和调查者识别为目的。
拍摄罪犯的照片开始于1840年代，也就是发明照相技术不久后的几年。1888年，法国警官阿方斯·贝蒂荣在将其标准化，成为现在的面部照片。